# Scleronotus hirsutus
Scleronotus hirsutus är en skalbaggsart som beskrevs av Júlio 1998. Scleronotus hirsutus ingår i släktet Scleronotus och familjen långhorningar. Inga underarter finns listade i Catalogue of Life.